# محمد بن إسماعيل الخزرجي
محمد بن إسماعيل الخزرجي وهو أحد ملوك الأندلس وكان لئيم الخلق سيء السمعة مشهورا بسرقته لأموال رعيته، ومن اللطائف التي تحكى عنه، إن امرأة أشتكت إليه في سرقة دارها، ورفعت أمرها إليه، فقال: إن كان ذلك ليلا بعد ما قفل باب الحمراء عليّ وعلى حاشيتي، فأشهد والله كاذبة، إذ لم يبق هناك سارق.